# Iranische Studentenproteste im Juli 1999
Die iranischen Studentenproteste im Juli 1999 dauerten vom 9. bis zum 13. Juli 1999 an. Die Proteste wurden wegen der blutigen Niederschlagung unter dem Namen Kuye-Daneschgah-Katastrophe (persisch فاجعه کوی دانشگاه) bekannt. Die Proteste erfassten das ganze Land und führten zu den gewalttätigsten Auseinandersetzungen mit den Sicherheitskräften der Islamischen Republik Iran seit der Islamischen Revolution. Was die Proteste so bemerkenswert machte, war die Tatsache, dass die Demonstranten alle unter der Islamischen Republik aufgewachsen waren. Hatte die Regierung bisher immer konservative Anhänger des alten Schah-Regimes für regierungskritische Aktivitäten verantwortlich gemacht, waren es dieses Mal Jugendliche, die seit ihrer Geburt nur die Islamische Republik als Staatsform erlebt hatten, und die eine Veränderung der herrschenden Verhältnisse forderten.

## Chronologie der Ereignisse
Die Proteste und Demonstrationen begannen am Vorabend des 9. Juli 1999 oder nach iranischem Kalender dem 18. Tir 1378. Auslöser war die Schließung der Zeitung Salam (persisch روزنامه سلام) durch gerichtlichen Beschluss. Die Zeitung gehörte zur reformorientierten Partei von Mohammad Chatami, dem Verband der kämpfenden Geistlichkeit. Die Studierenden, die in dieser Zeit als eine der Hauptstützen von Präsident Chatami galten, protestierten gegen die Schließung der Zeitung.
Am Abend der Proteste drangen ca. 400 Sicherheitskräfte in Zivilkleidung in Studentenwohnheime ein, traten Türen ein, griffen die Bewohner an und warfen Brandsätze in die Zimmer. Einige Studierende wurden von Balkonen im dritten Stock geworfen, was bei den meisten zu schweren Knochenbrüchen führte. Nach Aussage der Studierenden beobachtete die reguläre Polizei das Geschehen ohne einzugreifen. Zeugen berichteten, dass mindestens ein Student zu Tode gekommen und ca. 300 Studierende verletzt worden sind.
Am folgenden Tag begannen die Unruhen in Teheran und anderen größeren Städten Irans und hielten für etwa eine Woche an. Viele Jugendliche unterstützen die Studierenden, so dass sich die Anzahl der Demonstranten von anfänglich wenigen hundert auf viele tausend erhöhte. Nach Angaben von Augenzeugen zogen Basitschi mit T-Shirts durch die Straßen, warfen Ziegelsteine in Schaufenster und randalierten in den Innenstädten, um den Sicherheitskräften einen Vorwand zu liefern, gegen die zunächst friedlichen Demonstrationszüge der Studierenden vorzugehen. Während der folgenden fünf Tage kam es in Teheran zu regelrechten Straßenschlachten zwischen Studenten und Sicherheitskräften. Solch gewaltsame Auseinandersetzungen hatte es in den letzten zwanzig Jahren der Islamischen Republik Iran nicht gegeben.
Viele Studenten wurden verhaftet. Der einzig von den Sicherheitsorganen bestätigte Tote war Ezzat Ebrahim Mejad, der an einer Schussverletzung verstarb. Von mehreren Studentenvereinigungen wird die Zahl der Toten mit 17 angegeben. Die Straßenschlachten, die in Teheran begonnen hatten, weiteten sich bald auch auf Tabris, Maschhad, Schiraz und Isfahan aus. Auch in Tabris drangen Sicherheitskräfte auf den Universitätscampus vor und griffen Studierende an, wobei vier Studenten zu Tode kamen. Am 13. Juli 1999 kam es in Teheran zu einem folgenschweren Sturm auf das Innenministerium. Der Präsident Chatami untersagte danach weitere Proteste und erklärte, dass weitere Demonstrationen als „gegen die Fundamente der Islamischen Republik gerichtet“ angesehen würden.
Am folgenden Tag, dem 14. Juli 1999 kamen dann aber zehntausende Demonstranten, um für den Obersten Rechtsgelehrten Ali Chamenei und die Islamische Republik zu demonstrieren. An den Demonstrationen waren viele Regierungsbeamte beteiligt, die man aus dem ganzen Land mit Bussen nach Teheran gefahren hatte.

## Weitere Entwicklungen
Nachdem die Demonstrationen niedergeschlagen worden waren, wurden Chatamis Reformprojekte vom Wächterrat blockiert. Eine schon seit langem ausgehandelte Vereinbarung, die die Rechte des Wächterrats bezüglich Auswahl der Kandidaten für die Parlamentswahlen eingeschränkt hätte, wurde per Veto des obersten Führers gestoppt. Ein neues Gesetz zur Einschränkung der Versammlungsfreiheit wurde verabschiedet, mit dem jeder gewalttätige oder friedliche Protest gegen die Regierung umgehend bestraft werden kann. Mit einem weiteren Gesetz wurde die Weitergabe von Informationen an Botschaften, ausländische Organisationen, Parteien oder Medien, die die iranische Unabhängigkeit oder Sicherheit beeinträchtigen oder die gegen die Interessen der Islamischen Republik gerichtet sind, unter Strafe gestellt.
Parallel zu den gesetzlichen Verschärfungen kam es in den folgenden Wochen zu einer Verhaftungswelle. Dabei wurden neben 70 Studierende 1.200 und 1.400 Personen aus dem Umfeld der Demonstranten verhaftet. Von fünf Studierenden ist nach Angaben der Human Rights Watch der weitere Verbleib bis heute nicht bekannt.
Von den damals Verhafteten sind, soweit bekannt, noch immer nicht alle freigelassen worden. Einer der verhafteten Studenten, Akbar Mohammadi, starb während eines Hungerstreiks gegen seine Haftbedingungen. Ein weiterer damals verhafteter Student, Ahmad Batebi konnte 2006 aus einem Krankenhaus fliehen, in das er nach einem Hungerstreik verlegt worden war. Er lebt heute in den USA. Batebi wurde durch ein Foto bekannt, das am 17. Juli 1999 auf der Titelseite des Economist erschienen war, und das ihn zeigt, wie er ein mit Blut beflecktes T-Shirt eines zuvor von Sicherheitskräften zusammengeschlagenen Demonstranten als Symbol des Protestes hoch hält.
Am 8. Juli 2009 kam es im Rahmen der Proteste gegen die Ergebnisse der Iranischen Präsidentschaftswahlen 2009 erneut zu Demonstrationen im Gedenken an die Studentenproteste von 1999.